# Menchi el Show
Menchi el Show es un programa de televisión paraguayo, realizado por la cadena televisiva Telefuturo. Es una adaptación del formato de Televisa, Bailando por un sueño pero con pequeños cambios. La lista de países con dicho formato son: Argentina, Brasil, Colombia, Costa Rica, Ecuador, El Salvador, Eslovaquia, México, Panamá, Paraguay, Perú, Rumania, y se podría decir España. Se trata de un concurso de baile similar al formato internacional Bailando con las estrellas.

## Historia
Debido al éxito de Bailando por un sueño (Paraguay) en sus tres emisiones y la cuarta emisión como Bailando por la boda de mis sueños, Telefuturo decidió realizar la quinta emisión de la competencia de baile con el formato bajo licencia de Televisa, Bailando por un sueño pero no como un programa como los anteriores llamado por su nombre (Bailando por un Sueño o Bailando por la boda de mis Sueños), sino que esta vez Bailando por un sueño junto con El casting de la tele es un segmento del programa llamado Menchi el Show que cuenta con la conducción de la diva Paraguaya Menchi Barriocanal y la co-conducción de Pablo Rodríguez.
En el concurso, un "soñador" anónimo (hombre o mujer) que además debe ser bailarín amateur, es acompañado por una celebridad en un concurso de baile, donde, semana a semana se sortean ritmos especiales y sorpresas, la pareja debe demostrar sus destrezas para el baile en diferentes ritmos musicales, que un Jurado exigente debe calificar. Las parejas que menos puntos obtengan por parte del jurado quedará sentenciada para que así, sea el público quien con sus mensajes de texto SMS, o llamadas telefónicas, vote cuál pareja debe ser la que seguirá en el programa, gracias a esto el programa le da importantes ganancias por cada mensaje enviado.

## El Programa
El programa inició el 5 de mayo de 2008 y culminó la segunda semana de agosto, siendo la más rigurosa competencia de baile.
Esta vez, 8 parejas se enfrentan en la pista de baile a los efectos de demostrar sus virtudes dancísticas.
Bailarines profesionales están acompañados de personajes del mundo del espectáculo nacional, apadrinando a una fundación cada uno y luchando por lograr ganar para cumplir el sueño.
En este ciclo no se realiza eliminación, pero las parejas sortean semanalmente duelos especiales, ritmos sorpresas, que irán desnivelando las posiciones de los competidores.
Cada semana se realiza una tabla de posiciones. El ganador se revela en el último programa, ya que todas las parejas bailan hasta el final.
El público participa vía SMS dando un puntaje extra a su pareja favorita, lo cual necesariamente devendrá en mayor cantidad de votos hasta llegar a la final.

## Producción
La producción general de Menchi el Show estuvo a cargo de Marcela Villegas, productora con la cual trabaja Menchi desde el programa "Siempre Menchi", pasando por todas las ediciones de "Bailando por un Sueño Paraguay".

## El Jurado
Un exigente jurado conformado por personalidades de reconocida trayectoria en el mundo de la danza y el espectáculo tal como lo son: Diana Ivanauskas, Miguel Bonnin, Rolando Rasmussen y Juan Carlos Moreno, tienen la responsabilidad de calificar las presentaciones.

## Participantes famosos y soñadores
1-Famoso: Julio González Abdala y Bailarina: Maia Saharinem Ayala Dijkhuis (Ganadores)
Conductor de Radio y Televisión. Modelo, Julio González ha sabido sobresalir en los medios nacionales.
En el 2004 inicia su trayectoria radial con el programa “La Esquina” y más tarde “Pare de dormir”. En el mismo año inició su carrera como Modelo, siendo imagen de prestigiosas marcas.
Entre el 2005 y 2006 su carrera televisiva comienza a ascender, conduciendo programas como “Pelota Yara”, “El depto”, “Pasión por el Fútbol”, entre otros.
En los inicios del 2008 fue el conductor del polémico reality Playa Vip transmitido por las pantallas de Telefuturo.
2-Famosa: Lorena Azucas y Bailarín: Justo Julian Sánchez (Segundos)
Bailarina, tiene su propia academia de danzas "Lorena Azucas" donde enseña danza jazz. Está recursando en su propia academia el 8.º año de danza clásica, española y paraguaya. Trabajó como co-conductora con Santiago Montañez en el Programa "Sal y pimienta". Condujo el programa "Fiesta Latina" en un canal de Bolivia por un año. Viajó con su academia a diferentes lugares del mundo.
3-Famosa: Lory Anderson y Bailarín: Diego Juan Manuel Sosa Morales
Actriz, conductora de radio y televisión. Con solo 12 años protagonizó la exitosa obra teatral “El Principito” dirigida por Agustín Núñez.
A los 14 años condujo su primer programa televisivo llamado “Juego de Niños”. Luego de su exitoso inicio en la TV siguió con "Blats", “Lory Club”, “Lory Toons”,” Lory Show”, “Código Fama”, entre otros. Dio un gran salto en la televisión como actriz profesional junto a Arnaldo André en la serie Ánimo Juan, transmitida por las pantallas de Telefuturo.
Estuvo al frente de programas radiales como “Pop Latino”,” Vagando por la 97”, entre otros.
4-Famosa: Pabla Thomen y Bailarín: Rafael Martínez
Ingeniera en Marketing, modelo, actriz y vedette. Ilustró las tapas de las más prestigiosas revistas del Paraguay, destacándose como modelo. Fue revelación en la obra teatral “Las quiero a las dos” en el teatro Arlequín.
Es la primera vedette en hacer un desnudo total en el teatro de Revista Habemus Locus 2.
Debutó como actriz cómica en el programa de humor Lo único que faltaba y Manicómicos; además de personificar un papel en el largometraje nacional Carimea. También la vimos en su faceta de cantante en el programa Cantando por un Sueño.
Actualmente ostenta el título de Miss Playboy TV Paraguay.
5-Famosa: Paola Peralta y Bailarín: Martín Gabriel Maciel Noez
Es la primera vedette del Paraguay. Conductora de radio, actriz y vedette.
Tuvo sus inicios en canal 4 “Telefuturo” con los pioneros del humor. Formó parte del elenco de Me cargo de risa!, Shopping del humor, Telecomio, Manicomicos; siempre en el papel de vedette principal. También participó en la serie González vs. Bonetti.
Compartió escenario con los más grandes del teatro nacional: Carlitos Vera, Luis Oliveira, entre otros.
Participó, además del primer teatro de Revista del Paraguay donde hasta hoy es la única vedette que cantó, actuó y bailó.
6-Famoso: Gustavo Cabañas y Bailarina: Mary Carmen Aquino
Actor de TV, teatro, conductor de Radio, voz comercial y profesor de matemáticas. Tuvo sus inicios en la televisión en el programa Telecomio- Telefuturo en el 2003 con Clara Franco.
Participó en diferentes programas: Vive la Vida, Shopping del Humor, Ultrapoderosas, Manicómicos y Lo último que faltaba, en radio, estuvo como co-conductor de La Venus de Milva. Actualmente participa del elenco de Telecomio y culminó su exitosa participación en el Teatro de Revista Habemus Locus 3.
7-Famosa: Larissa Riquelme y Bailarín: Francisco Arce
Inició su carrera de Modelo en el año 2005 en American Models Agency. Desfiló en importantes desfiles para Roberto Giordano y Alta Moda en Bs As.
En febrero del 2006 resultó ganadora del reality “Verano Show. “ emitido por Telefuturo.
Es imagen de conocidas marcas a nivel nacional e internacional.
Su debut como actriz se dio en el programa de humor “Polibandi”, como la oficial Colly. Fue imagen de importantes calendarios.
8-Famoso: Moraima Quintana y Bailarín: Raul José Saguier Caballero
Moraima es modelo-veddete participante finalista de Bailando por la boda de mis sueños